# Saint-Léger-sur-Sarthe
Saint-Léger-sur-Sarthe település Franciaországban, Orne megyében. Lakosainak száma 314 fő (2022. január 1.). Saint-Léger-sur-Sarthe Marchemaisons, Barville, Le Mêle-sur-Sarthe, Saint-Aubin-d’Appenai, Saint-Julien-sur-Sarthe, Les Ventes-de-Bourse és Villeneuve-en-Perseigne községekkel határos.

## Népesség
A település népessége az elmúlt években az alábbi módon változott:
| Lakosok száma | 370  | 383  | 364  | 346  | 327  | 319  | 314  | 308  | 314  |
|               | 2013 | 2015 | 2016 | 2017 | 2018 | 2019 | 2020 | 2021 | 2022 |